# Acer eucalyptoides
Acer eucalyptoides é uma espécie de árvore do gênero Acer, pertencente à família Aceraceae.